# 朱拉罗阇门特里
朱拉罗阇门特里，另译朱拉拉差莫日、朱拉阇芒特里，朱拉朗杰芒特利等，意为“舒拉皇家顾问”，是泰国政府官方认定的国内伊斯兰教领导者。被认为是泰国版的谢赫伊斯兰。
大城王国国王颂昙（1611年—1628年）在位时期，该头衔首次授予波斯伊斯兰教士谢赫·艾哈迈德。根据1997年颁发的《佛历2540年伊斯兰组织管理法》，朱拉罗阇门特里由国王根据总理的建议任命。他有权管理全国所有伊斯兰事务，并向政府机构提供有关伊斯兰事务的建议。